# 天主教迪普教区
天主教迪普教區 （拉丁語：Dioecesis Diphuensis）是羅馬天主教的一個教區，位於印度東北部，包括阿薩姆邦中部，面積15,222平方公里。受古瓦哈蒂總教區管轄。
1983年12月5日升格為教區。2005年有十七個堂區、44,800教友、四十四名司鐸。目前教區主教席位因原主教若望‧莫拉齊拉升遷而懸空。